# Knattspyrnufélagið Valur Körfubolti
El Knattspyrnufélagið Valur Körfubolti (traducido literalmente como Valur Club de Fútbol Baloncesto), conocido como Valur o Valur Reykjavík es la sección de baloncesto masculino del Knattspyrnufélagið Valur, con sede en la localidad de Reikiavik, Islandia, concretamente en el distrito de Hlíðar.

## Historia
El club fue fundado como Körfuknattleiksfélag Gosi el 25 de diciembre de 1951. y fue uno de los miembros fundadores de lo que por entonces era la única liga de baloncesto islandesa, la 1. deild karla.
El 22 de diciembre de 1957, el club cambió su nombre a Körfuknattleiksfélag Reykjavíkur (traducido como Club de Baloncesto de Reikiavik) y jugó con ese nombre hasta 1970.
El 3 de octubre de 1970, el club se fusionó con el club deportivo Knattspyrnufélagið Valur y se convirtió en su sección de baloncesto.

## Participaciones en competiciones europeas
| Temporada | Competición      | Eliminatoria | Adversario     | Local  | Visitante | Global  |  |
| --------- | ---------------- | ------------ | -------------- | ------ | --------- | ------- |  |
| 1980-81   | Recopa de Europa | 1R           | Cibona         | 79-110 | 120-90    | 169-230 |  |
| 1981-82   | Recopa de Europa | 1R           | Crystal Palace | 81-104 | 118-80    | 161-222 |  |
| 1992-93   | Copa Korać       | 1R           | CRO Lyon       | 88-128 | 109-74    | 162-237 |  |

## Palmarés

### Títulos
- Úrvalsdeild karla (Ligas de Islandia)

Campeones (2): 1980, 1983
- Bikarkeppni karla (Copas de Islandia)

Campeones (3): 1980, 1981, 1983
- 1. deild karla (Segunda categoría)

Campeones (2): 1997, 2002

## Nombres
- Körfuknattleiksfélag Gosi: 1951-1957
- Körfuknattleiksfélag Reykjavíkur: 1957-1970
- Knattspyrnufélagið Valur Körfubolti: 1970–